# Chiesa di Santa Maria Assunta (Cison di Valmarino)
La chiesa di Santa Maria Assunta è la parrocchiale di Cison di Valmarino, in provincia di Treviso e diocesi di Vittorio Veneto; fa parte della forania della Vallata.

## Storia
Si sa che Cison era sede di una pieve già nel Medioevo: un documento del 1170 asserisce che già allora era parrocchia. L'attuale chiesa, progettata da un architetto locale, un certo Paolo Crempsen, fu iniziata nel 1683, completata attorno al 1740 e consacrata il 31 maggio 1746 dal vescovo Lorenzo Da Ponte.

## Descrizione
Il campanile non fu mai ultimato e rimane tuttora tronco. Cosa molto peculiare, presenta due facciate, una rivolta ad ovest (la più antica) e ornata dalle tre statue delle virtù teologali di Marco Casagrande (la Fede, la Speranza e la Carità) e l'altra ad est con la statua di San Giovanni attorniata dalle virtù cardinali disposte a coppie, la Prudenza con la Giustiziae la Fortezza con la Temperanza, sopra gli estremi delle ali. C'è probabilmente in questa un significato allegorico, con riferimento alle virtù politiche di chi esercita il potere civile, visto che si affaccia sulla loggia, sede del potere amministrativo e giudiziario.
All'interno, a navata unica, si trovano altre statue del Casagrande (ancora Fede e Giustizia) e, presso l'altare maggiore, due angeli di Antonio Bianchi. Il paliotto dello stesso altare con l'Orazione nell'orto fu scolpito da Giovanni Marchiori. La decorazione pittorica della chiesa è pressoché integralmente opera di Egidio Dall'Oglio, pittore locale ma di formazione veneziana. Da notare sono l'Assunzione (che riprende alcuni elementi di quella del suo maestro Piazzetta ora conservata al Louvre), la Nascita di San Giovanni Battista, la Decapitazione di San Giovanni Battista e i tre affreschi sul soffitto dell'aula con la Elemosina di sant'Agostino, la Gloria del Paradiso e la Fede.  Sempre  del Dall'Olio è il soffitto della cappella di san Giuseppe mentre la pala con il Transito di San Giuseppe è attribuita a Francesco Fontebasso. Del primo Settecento è il monumento funebre a Guido VIII Brandolini, nella cappella della Beata Vergine del Rosario. Opera di Pietro Baratta, è completata da tre sculture raffiguranti la Religione, la Prudenza e la Pazienza.